# Ikuvium
Ikuvium o Iguvium è un'antica città umbra, il cui sito archeologico corrisponde oggi alla città di Gubbio.

## Storia
Ikuvium era una città stato cinta da mura.
Nelle mura si aprivano 3 porte:
- Trebulana,
- Tessenaca
- Vehia.

La città era divisa in 10 decuvie che, a loro volta era divisa in due parti, ciascuna retta da una famiglia.
Il capo spirituale era rappresentato dal Flamine.
Ikuvium rimase neutrale nella lotta tra Roma opposta ai Sanniti, agli Etruschi e ai Galli Senoni costituenti una "lega Italica contro i Romani" e non intervenne nemmeno nella battaglia di Sentino (295 a.C.) tra altre città degli Umbri e i Romani.
Successivamente fu sottomessa pacificamente a Roma grazie a questa sua neutralità.
Nell'82 a.C. divenne municipio romano.
Il torrente Camignano divideva l'antica città in due parti:
- Certense, abitata esclusivamente da nobili
- Colonia, zona abitata da artigiani e contadini, zona sita verso il monte.

## Arte
Di Ikuvium restano un teatro, sito al di fuori delle mura, una costruzione circolare alta 9 metri (forse un mausoleo o un tempio), le tavole eugubine (testo scritto in lingua umbra, parte con alfabeto etrusco e parte con alfabeto latino) e tre serie di monete custoditi questi 2 ultimi nel museo del Palazzo dei Consoli di Gubbio stessa.